# Бруну Лажи
Бруну Лажи (порт. Bruno Lage, нар. 12 травня 1976, Сетубал) — португальський футбольний тренер.

## Біографія

### Ранні роки
Уродженець Сетубала, Бруну Лажи грав за португальські клуби «Праєнсе» і «Кінтаженсе», виступаючи на позиції правого вінгера.

### Початок тренерської кар'єри
У 1997 році почав тренерську кар'єру в молодіжних командах клубу «Віторія» (Сетубал). Надалі працював помічником у ряді аматорських португальських клубів.
З 2004 по 2012 роки тренував молодіжні команди «Бенфіки», після чого працював у структурі еміратського «Аль-Аглі» (Дубай). З 2015 по 2018 рік був асистентом Карлуша Карвальяла спочатку в «Шеффілд Венсдей», а потім у «Свонсі Сіті».
У 2021–2022 році був головним тренером «Вулвергемптона».

### «Бенфіка»
У липні 2018 року Бруну Лажи повернувся в «Бенфіку» і став головним тренером резервної команди, замінивши на цій посаді Елдера. 3 січня 2019 року Бруну Лажи був призначений виконуючим обов'язки головного тренера головної команди «Бенфіки», змінивши звільненого Руя Віторію. 14 січня він був призначений головним тренером «Бенфіки» на постійній основі. 10 лютого 2019 року «Бенфіка» під його керівництвом здобула найбільшу перемогу в чемпіонаті з 1964 року, розгромивши «Насіунал» з рахунком 10:0. За підсумками сезону 2018/19 Бруну Лажи виграв з «Бенфікою» чемпіонський титул. З 16-го по 34-й тур Прімейри (після свого призначення головним тренером) Бруну виграв 18 матчів, 1 матч зіграв внічию і не зазнав жодної поразки; відсоток перемог в лізі склав 94 %, що перевершило рекорд, встановлений Джиммі Геганом. Також Бруну Лажи повторив рекорд, встановлений Свеном-Йораном Ерікссоном у сезоні 1990/91, обігравши «Порту», «Спортінг», «Брагу» на виїзді протягом одного сезону. Також під його керівництвом «Бенфіка» повторила свій же рекорд сезону 1963/64 за кількістю забитих м'ячів (103 голи). За це Лажи був названий найкращим тренером португальської Прімейри сезону 2018/19, а пізніше і найкращим тренером 2019 року за версією Португальської футбольної федерації.
4 серпня 2019 року Бруну Лажи виграв з командою Суперкубок Португалії, в якому «Бенфіка» розгромила «Спортінг» з рахунком 5:0, при цьому рахунок став найбільш розгромним за всю історію цього турніру.

## Титули і досягнення

### Клубні
«Бенфіка»
- Чемпіон Португалії (1): 2018/19
- Володар Суперкубка Португалії (2): 2019, 2025
- Володар Кубка португальської ліги (1): 2024/25

### Особисті
- Найкращий тренер португальської Прімейри: 2018/19
- Найкращий тренер року за версією Португальської футбольної федерації: 2019